# Fort Lauderdale Strikers (1977)
Fort Lauderdale Strikers was een Amerikaans voetbalclub uit Fort Lauderdale. De club bestond al een aantal jaren in een andere stad, eerst in Washington D.C. en daarna in Miami. Na het seizoen 1976 verhuisde de club naar Fort Lauderdale. Na het seizoen 1983 verhuisde de club naar Minnesota en werd de Minnesota Strikers. De thuiswedstrijden werden in het Lockhart Stadium gespeeld, dat plaats biedt aan 20.450 toeschouwers. De clubkleuren waren rood-oranje.

## Bekende (ex-)spelers

### Nederlanders
- Jan van Beveren
- Lex Schoenmaker
- Koos Waslander
- Ko Pot
- Thomas Rongen

### Duitsers
- Bernd Hölzenbein
- Gerd Müller

### Engelsen
- Gordon Banks
- Ian Callaghan
- Roger Davies
- Brian Kidd

### Overig
- Eduardo Bonvallet
- Teófilo Cubillas
- Kazimierz Deyna
- Elías Figueroa
- George Best

## Bekende (ex-)trainers
- Cor van der Hart